# Порозок
Порозо́к — село в Україні, у Краснопільській селищній громаді Сумського району Сумської області. Населення становить 534 осіб. До 2020 орган місцевого самоврядування — Славгородська сільська рада.

## Географія
Село знаходиться на лівому березі річки Пожні в місці впадання в неї річки Порозок, вище за течією на відстані 1 км розташоване село Славгород, нижче за течією на відстані 2,5 км розташоване село Пожня (Великописарівський район), на протилежному березі — село Верхня Пожня, вище за течією річки Порозок на відстані 3 км розташоване село Порозок (Білгородська область, Росія). По селу проходить автомобільна дорога Т 1901.
Село розташоване за 30 км на південь від адміністративного центру громади і залізничної станції Краснопілля.

## Історія
Засноване 1660 року.
За даними на 1864 рік у казеному селі Дернівської волості Охтирського повіту Харківської губернії мешкало 466 осіб (232 чоловічої статі та 234 — жіночої), налічувалось 76 дворових господарств.
Село постраждало внаслідок геноциду українського народу, проведеного урядом СССР 1923—1933 та 1946–1947 роках.
12 червня 2020 року, відповідно до розпорядження Кабінету Міністрів України № 723-р «Про визначення адміністративних центрів та затвердження територій територіальних громад Сумської області», село увійшло до складу Краснопільської селищної громади.
19 липня 2020 року, в результаті адміністративно-територіальної реформи та ліквідації Краснопільського району, увійшло до складу новоутвореного Сумського району.

### Російське вторгнення в Україну (з 2022)
24 червня 2024 року за інформацією ОК "Північ" населений пункт зазнав обстрілів з боку російського агресора. Зафіксовано 3 вибухи, ймовірно міномет 120 мм.
1 серпня 2024 року село знову обстріляв російський агресор. Зафіксовано 2 вибухи, ймовірно ствольна артилерія 122 мм.
4 серпня 2024 року населений пункт зазнав чергового обстрілу російськими військами. За інформацією ОК "Північ" зафіксовано 2 вибухи, ймовірно ствольна артилерія 152 мм.
10 серпня 2024 року село знову зазнало ворожих російських атак. Як повідомили в Оперативному командуванні "Північ" зафіксовано 5 обстрілів: 23 вибухи, ймовірно міномет 120 мм; 2 вибухи, ймовірно ствольна артилерія 100 мм.
13 серпня 2024 року пообіді росіяни обстріляли село з артилерії. Через це місцевий мешканець отримав осколкові поранення. Його одразу доставив в Краснопільську лікарню місцевий фермер. Наразі відомо, що стан чоловіка тяжкий, розповіла Кордон.Медіа голова громади Ірина Юхта.
17 серпня 2024 року оперативне командування «Північ» повідомило про обстріли Сумської області. Серед постраждалих населених пунктів село Порозок – 6 вибухів, ймовірно авіаційний удар; 1 вибух, ймовірно ФПВ-дрон. 
22 серпня 2024 року від обстрілів російської артилерії постраждали населені пункти Бачівськ, Рудак, Нововасилівка, Чернацьке, Порозок, Славгород, Карповичі, Грабовське та Покровка. Про це повідомили повідомили в Генштабі ЗСУ у зведенні о 16.00.      
26 серпня 2024 року російські загарбники продовжували обстрілювати прикордонні території Сумської області. Зокрема в селі Порозок 2 обстріли: 8 вибухів, ймовірно ствольна артилерія 152 мм; 2 обстріли: 6 вибухів, ймовірно міномет 120 мм; 2 вибухи, ймовірно ФПВ-дрон.     
27 серпня 2024 року оперативне командування “Північ” інформує про обстріли села. Зафіксовано 10 вибухів, ймовірно РСЗВ; 2 вибухи, ймовірно ФПВ-дрон.  

## Населення

### Мова
Розподіл населення за рідною мовою за даними :
| Мова       | Кількість | Відсоток |
| ---------- | --------- | -------- |
| російська  | 435       | 81.46%   |
| українська | 99        | 18.54%   |
| Усього     | 534       | 100%     |